# Caixa de espelhos

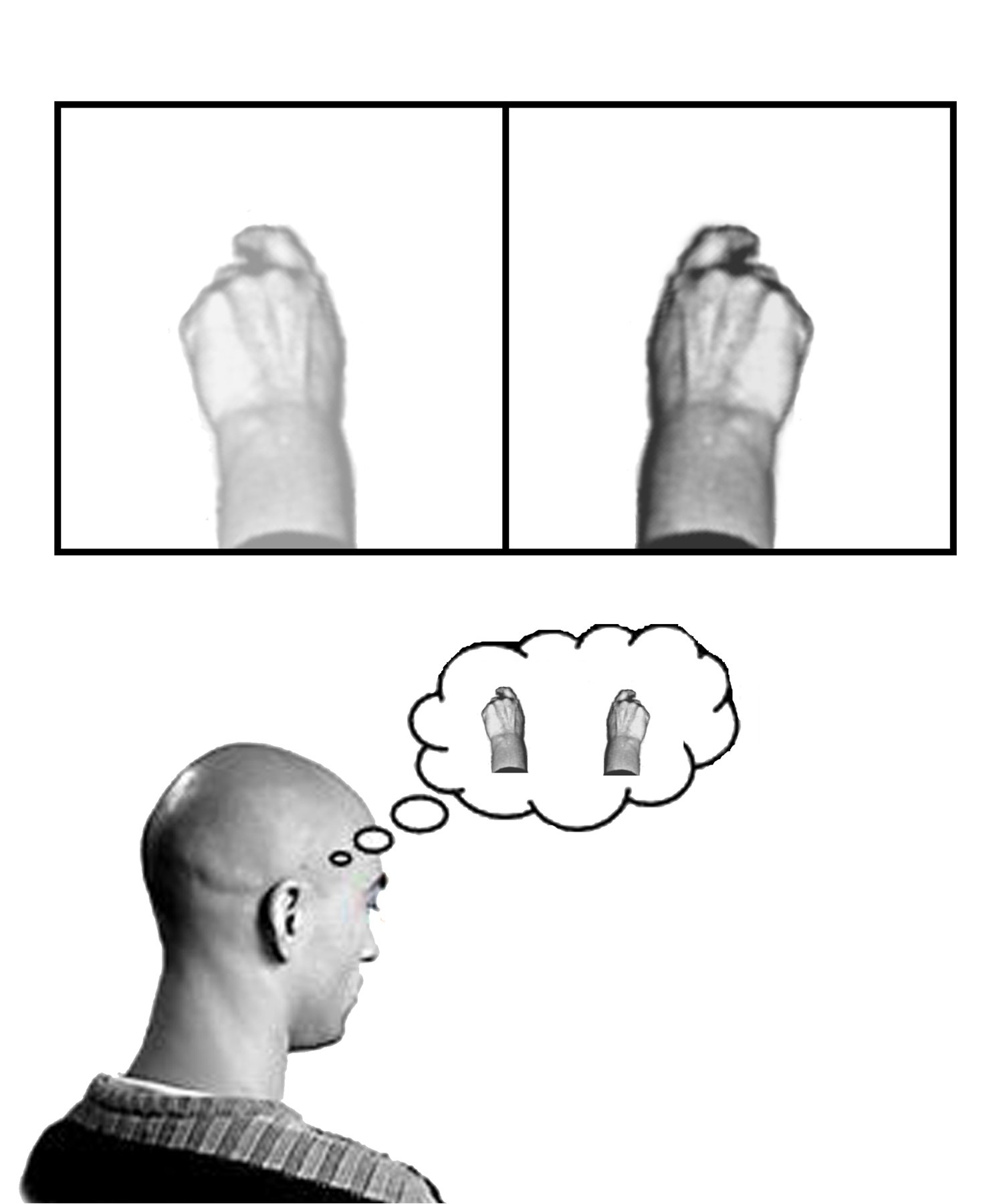
Explicação esquemática da caixa de espelhos. O paciente introduz o membro num lado da caixa (neste caso, a mão direita) e o membro amputado no outro lado. Devido ao espelho, o paciente vê o reflexo da mão sã no lugar onde se encontraria o membro perdido (indicado com menor contraste). O paciente recebe uma retroalimentação visual artificial de que o membro "ressuscitado" se está a mover em vez da mão saudável.

A caixa de espelhos é uma caixa com dois espelhos no centro (um em cada sentido), inventada por Vilayanur S. Ramachandran para ajudar a aliviar a dor do membro fantasma, na qual os pacientes sentem que têm um membro presente apesar de estar amputado.
Baseado na observação de que os pacientes com membro fantasma eram mais propensos a sentir dor e paralisia no membro fantasma se este tinha sido paralisado antes da amputação (por exemplo, devido a uma avulsão do plexo braquial), Ramachandran e Rogers-Ramachandran propuseram a hipótese da "paralisia aprendida" da dor de membros fantasmas (Ramachandran & Blakeslee 1998). A sua hipótese era que cada vez que o paciente tentava mover o membro paralisado, recebia uma realimentação sensorial (através da visão e a propriocepção) de que o membro no se movia. Esta realimentação ficava gravada nos circuitos cerebrais através de um processo de aprendizagem Hebbiana, pelo que, mesmo quando o membro não estivesse presente, o cérebro tinha aprendido que o membro (e seu fantasma) estava paralisado. Por vezes o membro fantasma é doloroso porque sente estar numa posição incómoda ou pouco natural, e o paciente sente que não pode movê-lo.
Para treinar o cérebro, e portanto eliminar a paralisia, Ramachandran e Rogers-Ramachandran (Ramachandran, Rogers-Ramachandran & Cobb 1995) criaram a caixa de espelhos. O paciente introduz o membro são num lado, e o amputado no outro. Então olha para o lado onde está o membro são. Moverá o membro são, que será refletido no espelho, dado a percepção de que o membro fantasma também se move.

Um diagrama de uma caixa de espelhos. O paciente insere a sua mão num orifício, e o membro fantasma no outro. Visto de certo ângulo, engana-se o cérebro fazendo-o pensar que vê duas mãos completas.

Através do uso da retroalimentação visual, torna possível ao paciente "mover" o membro fantasma, e eliminar as posições potencialmente dolorosas. A caixa de espelhos tem sido também usado para a reabilitação em hemiparesia ou paralisia de um lado do corpo devido a um derrame cerebral (Altschuler et al. 1999) e reabilitação da negligência hemiespacial (Ramachandran et al. 1999).
A terapia mostrou-se efetiva em alguns casos, mesmo sem nenhuma teoria aceite de como funciona. Num estudo de 2010 sobre a dor do membro fantasma, Martin Diers e seus companheiros descobriram que "Num ensaio controlado e aleatório que usava imagens motoras graduadas... e o treino com o espelho, os pacientes com síndrome de dor regional complexos de dor do membro fantasma mostraram uma diminuição da dor bem como uma melhoria da função pós-tratamento no decurso de 6 meses. Este estudo descobriu que as imagens especulares não produziam atividade cortical significativa em pacientes com o membro fantasma e concluiu que "o método ótimo para alterar a dor e a representação cerebral, e os mecanismos cerebrais são subjacentes aos efeitos do treino com espelhos ou às imagens motoras graduadas, embora isso não seja claro"(Diers et al. 2010).

## Efetividade
Uma série de pequenos estudos de investigação tem mostrado resultados animadores; no entanto, não há consenso sobre a efetividade da terapia com espelhos. As revisões das investigações publicadas por Moseley (Moseley et al. 2008) e Ezendam (Ezendam et al 2009) concluem que grande parte dos testes que apoiam a terapia com espelhos é anedótica e vem de estudos com uma baixa qualidade metodológica. Em 2011, uma revisão de literatura de Rothgangel (Rothgangel et al. 2011) resumiu a investigação da seguinte maneira:
Para o acidente cerebrovascular há uma prova de qualidade moderada de que a MT (Mirror Therapy) como intervenção adicional melhora a recuperação da função do braço, e uma prova de baixa qualidade com respeito à função do membro inferior e a dor após um acidente cerebrovascular. A qualidade das provas em pacientes com síndrome de dor regional complexa também é baixa. Não se podem tirar conclusões definitivas. Sabe-se pouco sobre que pacientes são mais propensos a beneficiar de MT, e qual é a melhor forma na qual deve ser aplicada a MT. Os estudos futuros com descrições claras de protocolos de intervenção devem focar-se em medidas de resultados estandardizadas e registrar sistematicamente os efeitos adversos.(Rothgangel et al. 2011)
Para treinar o cérebro, e portanto eliminar a paralisia,  (Ramachandran , Rogers-Ramachandran & Cobb 1995) criaram a caixa de espelhos. O paciente introduz o membro são num lado e o amputado no outro. Então olha para o lado onde está o membro são. Moverá o membro são, que será refletido no espelho, dado a percepção de que o membro fantasma também se move.